# Utilitarism
Acest articol se referă la teoria morală Utilitarism. Pentru lucrarea scrisă de John Stuart Mill vezi Utilitarismul (carte); pentru conceptul economic și sociologic, vezi Utilitate
Utilitarismul este o teorie morală care permite o evaluare a acțiunilor indivizilor și are două dimensiuni esențiale: un criteriu al binelui și al răului, un imperativ moral – maximizează binele, o regulă de evaluare a acțiunii morale conform acestui criteriu.
Utilitarismul formulează răspunsuri la întrebări de forma: „ce trebuie făcut?”, „ce trebuie să admirăm?”, „cum e bine să trăim?” cu ajutorul unor termeni împrumutați din economie, cum ar fi: maximizare (a utilității, a fericirii), profit (obținerea plăcerii). „Plăcerea și absența suferinței, iată singurele scopuri pe care ni le putem propune, iar toate lucrurile dezirabile, care sunt la fel de multe atât pentru utilitarism, cât și pentru orice altă doctrină, sunt de dorit fie pentru plăcerea însăși, fie ca mijloace de procurare a plăcerii, de înlăturare a suferinței”.(John Stuart Mill)
„E mai bine să fii nemulțumit decât un porc satisfăcut, să fii un Socrate nefericit mai degrabă decât un imbecil mulțumit; iar dacă imbecilul sau porcul sunt de altă părere, e fiindcă ei nu cunosc decât o parte a problemei” - John Stuart Mill - Utilitarismul https://www.all.ro/utilitarismul.html Arhivat în 4 iunie 2019, la Wayback Machine.

## Istoric

### Jeremy Bentham
Utilitarism egoist.
Bentham susține că o acțiune este în conformitate cu principiul utilității atunci când tendința ei de a spori fericirea comunității este mai mare. El declară că nu există plăceri mai bune decât altele (ex. plăcerea de a mânca nu se deosebește de plăcerea de a primi premiul Nobel), plăcerile se deosebesc după criterii cantitative: unele sunt mai intense, mai economice.

### John Stuart Mill
Pentru Mill utilitatea este fundamentul moralei. Conform acestui principiu acțiunile sunt corecte proporțional cu tendința lor de a promova fericirea și sunt incorecte în măsura în care tind să producă inversul fericirii. Prin noțiunea de fericire Mill înțelege prezența plăcerii și absența durerii, dar termenul de plăcere trebuie înțeles într-o accepțiune generală care nu înseamnă doar plăcere fizică, ci și „plăcerea frumosului, a decorativului, a delectării”. (John Stuart Mill)
Mill nu abandonează teoria lui Bentham și acceptă utilitatea ca fiind un principiu al valorilor morale motiv pentru care o acțiune poate fi judecată în funcție de fericirea pe care o aduce unui anumit număr de indivizi.
Spre deosebire de Jeremy Bentham, Mill accentuează diferența dintre plăceri și imaginează o ierarhie a plăcerilor care ar sta la baza conceptului de fericire. Mill nu este un hedonist (hedonismul privit ca o „doctrină a porcilor”), el vorbește de două categorii de plăceri: trupești și spirituale. Ultimele sunt dezirabile, căci spune acesta, sunt superioare calitativ plăcerilor trupești, deci implicit conduc la o fericire mai mare.
Mill își construiește propria viziune despre utilitarism având în vedere distincția bine personal - bine public. Acesta este un alt punct în care utilitarismul lui Mill se deosebește de cel al lui Bentham, motiv pentru care utilitarismul lui Mill este numit și utilitarism altruist. Deși Mill este conștient că un obiectiv ca acela de a ajusta binele personal în funcție de binele public este un demers dificil care nu poate fi atins cu ușurință, el consideră că sacrificiul unui individ poate fi considerat cea mai înaltă virtute.
Mill susține că termenul moralității îl constituie folosul, utilul individual, alegerea morală realizându-se prin calcularea foloaselor unei situații. El acordă prioritate satisfacțiilor intelectuale față de cele senzoriale, considerate inferioare; înțelegând prin ,,fericire prezenta plăcerii sau absența suferinței  iar prin ne-fericire suferința sau lipsa plăcerii”. Mill arată că atât pentru utilitarism cât și pentru altă doctrină, două lucruri sunt dezirabile: fie plăcerea însăși și mijloacele pentru a o procura fie că-i pentru a înlătura suferința. Filozoful arată că oamenii se deosebesc în funcție de modul de a-și procura fericirea; există cei care își satisfac rapid și complet dorințele deci nivelul aspirației este scăzut iar ceilalți având un nivel al aspirației mai înalt, vor găsi greu fericirea dar vor învață să suporte cu ințelepciune și calm imperfecțiunile. „E mai bine să fii un Socrate nefericit, mai degrabă decât un imbecil mulțumit”.